# عزلة العساكرة (الحديدة)
عزلة العساكرة هي إحدى عزل مديرية جبل راس في محافظة الحديدة اليمنية ويبلغ تعداد سكانها 1374 نسمة حسب التعداد السكاني في اليمن لعام 2004.